# Ciclohexilamina
La ciclohexilamina o ciclohexanamina es una amina primaria con fórmula molecular C6H13N. En este compuesto, un único grupo amino (-NH2) se halla unido a uno de los carbonos del ciclohexano. Pertenece a la familia de los ciclamatos.

## Propiedades físicas
A temperatura ambiente, la ciclohexilamina es un líquido incoloro o amarillo con un fuerte olor a pescado, característico de las aminas.
Tiene su punto de fusión a -18 °C y su punto de ebullición a 134 °C.
Su densidad es inferior a la del agua (0,868 g/cm³) y, en estado gaseoso, es 3,5 veces más densa que el aire.
Es un compuesto muy soluble en etanol así como en otros disolventes orgánicos habituales como éteres, cetonas, ésteres e hidrocarburos alifáticos, siendo completamente miscible con hidrocarburos aromáticos. También es soluble en hidrocarburos clorados así como en varios tipos de aceites.
Es también soluble en agua, pero menos que en los disolventes anteriormente citados  (logP = 1,49).

## Propiedades químicas
La ciclohexilamina es una base fuerte (pKa = 10,63): el pH de una disolución acuosa de esta amina al 0,01% es 10,5.
Este compuesto puede absorber el dióxido de carbono del aire para formar cristales blancos de carbonato.
Si se la calienta a 200 °C en un tubo sellado junto a ioduro de hidrógeno, se puede formar metilciclopentano.

## Síntesis
La ciclohexilamina puede ser sintetizada por reducción catalítica de anilina a temperatura y presión elevadas, utilizando como catalizador níquel o cobalto, de acuerdo a la reacción:
C6H5NH2 + 3 H2 → C6H11NH2
Otra vía de síntesis usa como precursores ciclohexanol y ciclohexanona —obtenidos a partir de la reducción catalítica del fenol—, que sufren una aminación con amoníaco.
Una tercera ruta se realiza a través de la hidrogenación electrocatalítica del nitrociclohexano en medio básico, haciendo uso de electrodos de cobre Devarda y de níquel Raney.

## Usos
La ciclohexilamina es un disolvente utilizado para resinas, pinturas, grasa y aceites de parafina.
Tiene numerosas aplicaciones como intermediario en la síntesis de compuestos orgánicos, siendo, por ejemplo, precursor de materiales surfactantes para la producción de sulfonato de alquilbenceno, componente de los detergentes de lavandería y productos de limpieza muy difundido por sus propiedades como tensoactivo.
También se emplea como componente en la elaboración de perfumes —para la producción de ciclohexil alil propionato— y en la fabricación de tintes como Acidic Blue 62, H5GL y otros.
Otro uso es como componente de edulcorantes en la industria alimentaria, como es el caso del ciclamato sódico, sustancia con un poder edulcorante treinta veces mayor que la sacarosa.
Pesticidas como propargita —aplicado en árboles frutales—, herbicidas como hexazinona y fungicidas pueden requerir ciclohexilamina para su manufactura.
Esta amina también puede ser empleada para fabricar el acelerador de la vulcanización del caucho CZ, de gran eficacia para ciertos tipos de caucho.
Otros usos son agente desulfurizante, inhibidor de la corrosión en metales y agente antiestático.

## Precauciones
La ciclohexilamina es una sustancia inflamable. Alcanza la temperatura de autoignición —temperatura mínima a la que un combustible en contacto con el aire arde espontáneamente— a 293 °C, mientras que su punto de inflamabilidad es de 27 °C. Su vapor puede formar mezclas explosivas con el aire.
Este producto es tóxico e irritante para la piel y las membranas mucosas, ocasionando gangrena. La inhalación de sus vapores produce un efecto narcótico.